# Sombras de gloria
Sombras de gloria és una pel·lícula estatunidenca en castellà estrenada l'any 1930. Va ser produïda per Sono Art-World Wide Pictures per servir com a versió en llengua alternativa del seu llançament en anglès Blaze o' Glory (1929). Va ser la primera pel·lícula sonora en llengua estrangera produïda als Estats Units.

## Argument
Sombras de gloria, com Blaze o' Glory, pren la seva premissa de la història The Long Shot de Thomas Alexander Boyd. És en part pel·lícula de guerra, en part drama judicial .

## Repartiment
- José Bohr com Eddie Williams[3]
- Mona Rico com Helen Williams
- Francisco Maran com Dr. Castelli
- Cesar Vanoni com Fiscal de districte
- Demetrius Alexis com Carl Hummel
- Juan Torena com Jack
- Enrique Acosta com Jutge

## Producció i distribució
Segons fonts web modernes, Sombras de gloria es va rodar als Metropolitan Studios de Hollywood l'octubre de 1929. L'estrena va tenir lloc a l'estudi el 25 de gener de 1930. La pel·lícula es va estrenar al públic en general als Estats Units cinc dies després. Actualment no està disponible en DVD.